# 王华勇
王华勇（1955年9月—），湖北洪湖人，中国人民解放军海军中将。

## 生平
王华勇是研究生学历。曾历任海军某陆战旅政委，南海舰队某基地政委、南海舰队政治部主任，2013年任东海舰队政委兼南京军区副政委。2016年1月，任新成立的中国人民解放军东部战区副政治委员兼东部战区海军政治委员。
2014年7月晋升海军中将。
2013年，当选第十二届全国人民代表大会解放军代表。